# خالد السميري
خالد السميري (مواليد 1 يناير 1997 في، السعودية-)، لاعب كرة قدم سعودي يلعب في نادي الخليج معار من نادي الاتحاد.

## مسيرة اللاعب
لعب في نادي الاتحاد ونادي الفيصلي ونادي الخليج.

## روابط خارجية
- خالد السميري على موقع Soccerway.com (الإنجليزية)